# 컴퓨텍스

컴퓨텍스(영어: Computer Expo, 줄여서 COMPUTEX)는 해마다 중화민국 타이베이시에서 열리는 전시회이다. 이 전시회에서 수많은 제품 프리뷰가 쏟아지며 새로운 제품들이 들어선다. 이 전시회는 타이베이에서 열리는 세계에서 2번째로 큰 ICT전시회로서, 신제품 트렌드보다 실제계약 체결을 중시한다.

## 같이 보기
- 세빗
- 소비자 가전 전시회